# Verneugheol
Verneugheol é uma comuna francesa na região administrativa de Auvérnia-Ródano-Alpes, no departamento Puy-de-Dôme. Estende-se por uma área de 33,78 km². Em 2010 a comuna tinha 249 habitantes (densidade: 7,4 hab./km²).